# Lillian Nordica

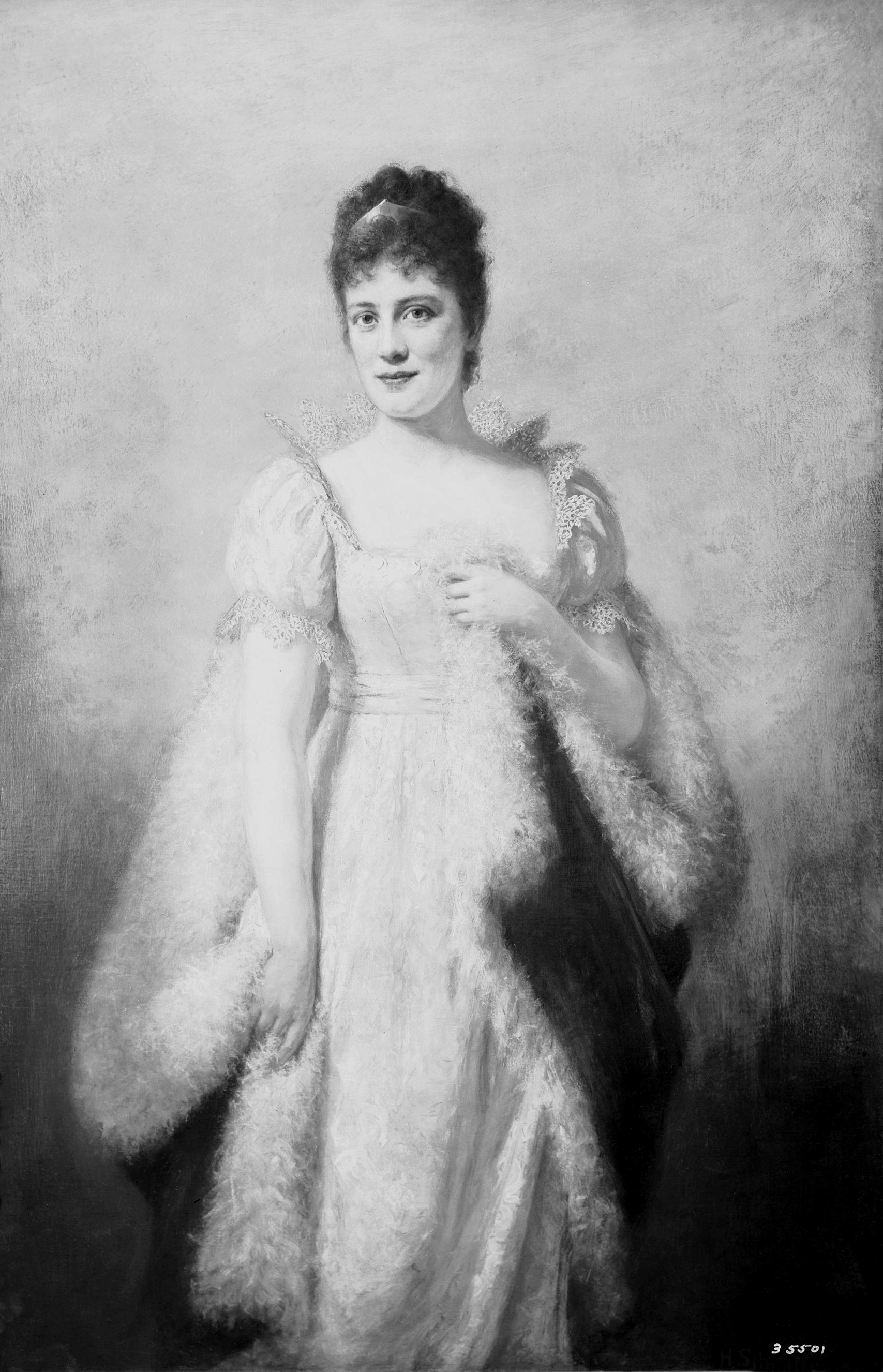
Lillian Nordica.

Lillian Nordica, konstnärsnamn för Lillian Allen Norton, född den 12 december 1859 i Farmington, Maine, död den 10 maj 1914 i Batavia, var en amerikansk operasångerska. 
Lillian Nordica utbildades vid Bostons konservatorium och i Milano och debuterade 1879 i Brescia som La Traviata. Hon uppträdde till 1882 i Sankt Petersburg och Moskva, därefter i Paris och (1886) London. Lillian Nordica sjöng sedan i flera musikstäder (bland annat Elsas roll i Baireuth 1894) och tillhörde senare Metropolitan Opera House i New York. Hon utmärkte sig främst som uppbärarinna av hjältinnerollerna i Wagners musikdramer och ägde på sin repertoar ett 40-tal partier, varförutom hon var en mycket värderad oratoriesångerska. Lillian Nordica gifte sig 1882 med Frederick A. Gower, men blev snart änka, varefter hon 1896 gifte om sig med en ungersk tenorsångare, baron Zoltán Döhme, men skildes från honom 1904. Hon  ingick 1909 nytt äktenskap med bankiren George W. Young i New York.